# Arthur von Lucke
Arthur Ernst Eugen von Lucke (* 2. Juli 1865 auf dem Gut Ulbersdorf bei Fraustadt in Posen; † im 20. Jahrhundert) war ein deutscher Jurist und Landrat.

## Leben
Arthur von Lucke wurde als Sohn des Rittergutsbesitzers Arthur von Lucke und dessen Ehefrau Sophie von Forckenbeck geboren. Nach dem Abitur am Hebel-Gymnasium Lörrach im Herbst 1888 studierte er Rechtswissenschaften an den Universitäten in Leipzig, Genf und Berlin, wo er im Dezember 1891 die erste juristische Staatsprüfung ablegte. Während seines Referendariats war er beim Amtsgericht Fraustadt, dem Landgericht Lissa und Landgericht Berlin I sowie bei den Bezirksregierungen in Danzig und Koblenz eingesetzt. Nach dem Großen juristischen Staatsexamen wurde er am 7. Mai 1898 zum Regierungsassessor ernannt und kam zur Königlich Preußischen Ansiedlungskommission Posen, wo er bis zur Ernennung als Vertreter des Landrats des Oberwesterwaldkreises am 4. September 1905 blieb. Dort wurde er zum 1. Oktober des Jahres mit der kommissarischen Verwaltung des Amtes beauftragt und am 9. April 1906 definitiv zum Landrat ernannt. 
Am 2. September 1908 wurde ihm die kommissarische Verwaltung des Landratsamtes Bomst übertragen. Am 24. Februar 1909 wurde er dort definitiv Landrat und blieb bis 1918 in diesem Amt. 
Nach dem Krieg war er beim Kulturamt in Glogau eingesetzt und kam 1921 zur Bezirksregierung Breslau, wo er Regierungsrat wurde. 1924 zum Oberregierungsrat ernannt, übernahm er die Leitung der Finanzabteilung und wurde
schließlich Regierungsdirektor bei der Regierung in Breslau.